# Alexander Sperk
Alexander Sperk (* 1968) ist ein deutscher Historiker mit Schwerpunkt regionale Zeitgeschichte des heutigen Sachsen-Anhalt.

## Leben
Sperk studierte an der Universität Halle Geschichte (Schwerpunkt Zeitgeschichte) und Politikwissenschaft. Drei Jahre war er wissenschaftlicher Mitarbeiter von Hermann-Josef Rupieper am Lehrstuhl für Zeitgeschichte der Universität Halle. 2002 wurde er mit einer Arbeit über Entnazifizierung und Personalpolitik in der Sowjetischen Besatzungszone am Beispiel der Stadt Köthen promoviert. Zwischen 2004 und 2013 arbeitete er als freischaffender Historiker. In dieser Zeit hat er insbesondere bei der Erstellung der neuen Dauerausstellungen in der Gedenkstätte Roter Ochse Halle (Saale), bei der Wanderausstellung „Justiz im Nationalsozialismus – Über Verbrechen im Namen des Deutschen Volkes“, bei der Ausstellung zur Geschichte des Polizeipräsidiums Magdeburg, der neuen Dauerausstellung in der Gedenkstätte Moritzplatz Magdeburg sowie bei der Ausstellung „Anhalt international“ aus Anlass des 800-Jahre-Anhalt-Jubiläums mitgewirkt. Seit August 2013 arbeitet er beim Bundesbeauftragten für die Unterlagen des Staatssicherheitsdienstes der ehemaligen Deutschen Demokratischen Republik. Er war erst in der Außenstelle Magdeburg beschäftigt und wechselte im Mai 2015 in die Außenstelle Halle. Er war bis 2021 Mitglied in den Redaktionskollegien der Zeitschriften Mitteilungen des Vereins für Anhaltische Landeskunde und Jahrbuch für hallische Stadtgeschichte.

## Veröffentlichungen (Auswahl)
- Die MfS-Untersuchungshaftanstalt „Roter Ochse“ Halle/Saale von 1950 bis 1989. Eine Dokumentation. Halle (Saale) 1998.
- Entnazifizierung und Personalpolitik in der Sowjetischen Besatzungszone. Köthen/Anhalt. Eine Vergleichsstudie (1945–1948). Dößel 2003.
- mit Hermann-Josef Rupieper (Hrsg.): Die Lageberichte der Geheimen Staatspolizei zur Provinz Sachsen 1933–1936. 3 Bände. MDV, Halle (Saale) 2003–2006.
- mit Daniel Bohse (Bearb.): Der Rote Ochse Halle (Saale). Politische Justiz 1933–1945, 1945–1989. Katalog zu den Dauerausstellungen. Berlin 2008.
- mit Daniel Bohse und Michael Viebig (u. a.): Justiz im Nationalsozialismus. Über Verbrechen im Namen des Deutschen Volkes. Ausstellungskataloge Magdeburg. Halle (Saale), Dessau-Roßlau, Stendal und Naumburg. Hrsg. von der Stiftung Gedenkstätten Sachsen-Anhalt, Ministerium der Justiz des Landes Sachsen-Anhalt, Landeszentrale für politische Bildung des Landes Sachsen-Anhalt und Friedrich-Ebert-Stiftung – Landsbüro Sachsen-Anhalt, Magdeburg 2008–2009.
- mit Daniel Bohse und Lutz Miehe: Vom Königlichen Polizeipräsidium zur Bezirksbehörde der Deutschen Volkspolizei. Die Magdeburger Polizei im Gebäude Halberstädter Straße 2 zwischen 1913 und 1989. Halle (Saale) 2010.
- Konzentrationslager Roßlau – eine Bestandsaufnahme. In: Mitteilungen des Vereins für Anhaltische Landeskunde. Jg. 19 (2010), S. 169–213.
- Anhalt im Nationalsozialismus (1932–1945). In: 800 Jahre Anhalt. Geschichte, Kultur, Perspektiven. Hrsg. v. Anhaltischen Heimatbund e. V. Stekovics, Dößel 2012, ISBN 978-3-89923-296-7, S. 403–423.
- Ausländische Zwangs- und Fremdarbeiter in Anhalt während des Zweiten Weltkriegs. In: Anhalt international. Eine Ausstellung der Stadt Dessau-Roßlau in Zusammenarbeit mit dem Landeshauptarchiv Sachsen-Anhalt und dem Verein für Anhaltische Landeskunde im Rahmen von ANHALT 800. Museum für Stadtgeschichte, Dessau 2012, S. 145–160.
- Staatspolizeistellenleiter, Einsatzkommandoführer, Offizier im Sicherheitsdienst der SS – die Karriere des Otto Sens aus Dessau. In: Dessauer Kalender. ISSN 0420-1264, Ausgabe 2014, S. 68–87.
- mit Daniel Bohse: Legende, Opportunist, Selbstdarsteller. Felix Graf Luckner und seine Zeit in Halle (Saale) 1919–1945, Halle (Saale) 2016.
- Magdeburg-Neustadt und »Roter Ochse« – die Untersuchungshaftanstalten der Staatssicherheit. In: Peter Boeger, Elise Catrain (Hrsg.): Stasi in Sachsen-Anhalt. Die DDR-Geheimpolizei in den Bezirken Halle und Magdeburg. Berlin 2016, ISBN 978-3-946572-00-8, S. 89–92.
- Die Sportart Karate in Halle (Saale) im Blickfeld des Ministeriums für Staatssicherheit. In: Entdecke Halle! weiter. Neues Bilder- und Lesebuch zur Stadtgeschichte. Hrsg. von der Stadt Halle (Saale), Veröffentlichungen aus dem Stadtmuseum Halle, Band 4, Halle (Saale) 2018, ISBN 978-3-9817366-3-2, S. 116–123.
- Der Freistaat Anhalt zwischen Landtagswahl und Durchsetzung der NS-Herrschaft, 1932–1933. In: Preußen zwischen Demokratie und Diktatur: Die Durchsetzung der NS-Herrschaft in den Zentren und der Peripherie, 1932–1934, Berlin 2020, ISBN 978-3-95410-105-4, S. 123–140.
- Die Geheime Staatspolizei in Anhalt. Personal, Lageberichte, Verfolgte. Wissenschaftliche Reihe der Stiftung Gedenkstätten Sachsen-Anhalt, Bd. 5, Halle (Saale) 2021, ISBN 978-3-96311-373-4.